# 小囊钻螺
小囊钻螺（学名：Opeas utriculus）为钻头螺科钻螺属的动物，是中国的特有物种。分布于四川、长江流域等地，生活环境为陆地，多见于农田、住宅、公园、寺庙附近潮湿草丛根部土壤中以及石块下。